# جورج تراب
جورج تراب (بالإنجليزية: George Trapp)‏ مواليد 11 يوليو 1948 في ديترويت - الوفاة 21 يناير 2002، كان لاعب كرة سلة أمريكي. بدأ مسيرته الاحترافية في سنة 1971. تم اختياره من قبل فريق أتلانتا هوكس خلال الدرافت. بلغ طوله 6 قدم 8 بوصة (2.0 م). اعتزل اللعب في 1979. لعب مع أتلانتا هوكس وديترويت بيستونز.

## روابط خارجية
- جورج تراب على موقع إن بي أي (الإنجليزية)
- جورج تراب على موقع سبورتس رفرنس (الإنجليزية)
- جورج تراب على موقع كلية كرة السلة في سبورتس رفرنس.كوم (الإنجليزية)
- جورج تراب على موقع ريلجم (الإنجليزية)
- جورج تراب على موقع بروبوليرز (الإنجليزية)